# Яґодзіни
Яґодзіни (пол. Jagodziny, нім. Ketzwalde) — село в Польщі, у гміні Домбрувно Острудського повіту Вармінсько-Мазурського воєводства.
Населення — 109 осіб (2011).
У 1975-1998 роках село належало до Ольштинського воєводства.

## Демографія
Демографічна структура станом на 31 березня 2011 року:
|          | Загалом | Допрацездатний вік | Працездатний вік | Постпрацездатний вік |
| -------- | ------- | ------------------ | ---------------- | -------------------- |
| Чоловіки | 59      | 13                 | 42               | 4                    |
| Жінки    | 50      | 13                 | 28               | 9                    |
| Разом    | 109     | 26                 | 70               | 13                   |